# Епоха Кьопрюлю
Епохата Кьопрюлю (на турски: Köprülüler Devri) е период в историята на Османската империя през който реално властта в империята се упражнява от великите везири от фамилията Кьопрюлю.
За начало на така наречената епоха се приема 15 септември 1656 г., а за края ѝ – 17 август 1710 г.
При управлението на султан Мехмед IV и след края на така наречения женски султанат, Османската империя има нужда от човек който с железен юмрук да спре упадъка на държавността и по възможност да върне отминалото величие. Подходяща личност се намира в лицето на изключително енергичния основател на династията – Мехмед Кьопрюлю паша. Интересното е, че когато става велик везир е на 75 години, а произхода му е повече от скромен и е от албанските територии. Службата му започва от султанската кухня, като помощник-готвач. Даже е неграмотен, обаче това не му пречи да притежава качества като ум, воля, хладнокръвие и храброст. Първата стъпка на първия Кьопрюлю е екзекуцията на 30 хил. държавни престъпници. Втората е въвеждането на старите порядки и желязна дисциплина в еничарския корпус с увеличаването на провинциалната войска. Третата е финансова – увеличаване на приходите към хазната и намаление на ненужните разходи. Четвъртата е конфискация на имуществото на корумпираните османски държавни сановници и чиновници.
В крайна сметка за малко повече от четвърт век, на 6 май 1683 г. край Белград се събира 350 хил. османска армия с обоз от 150 хил. помощен персонал. Начело ѝ е Кара Мустафа паша, а предводители ѝ са 8 везири, 23 бейлербея, 11 санджакбея. Императорът на Свещената Римска империя по това време Леополд I, научавайки крайната цел на похода на най-огромната османска армия в историята, напуска вечерта на 8 юли 1683 г. тайно със семейството си Виена. Турски страх обхваща отново цяла Европа след дългата война. Тази мобилизация и инициатива става възможна благодарение на управлението на великите везири от фамилията Кьопрюлю.